# The Secret of Association
The Secret of Association è il secondo album in studio del cantante britannico Paul Young, pubblicato nel 1985.

## Tracce
Tutte le tracce sono di Paul Young e Ian Kewley; tranne dove indicato.
1. Bite the Hand That Feeds (Billy Livsey, Graham Lyle) - 4:29
2. Everytime You Go Away (Daryl Hall) - 5:24
3. I'm Gonna Tear Your Playhouse Down (Earl Randle) - 5:06
4. Standing on the Edge (Andrew Barfield) - 4:32
5. Soldier's Things (Tom Waits) - 6:20
6. Everything Must Change - 5:34
7. Tomb of Memories - 5:42
8. One Step Forward - 3:15
9. Hot Fun - 3:52
10. This Means Anything - 3:41
11. I Was in Chains (Gavin Sutherland) - 4:26
12. Man in the Iron Mask (Billy Bragg) - 3:13

## Classifiche

### Classifiche settimanali
| Classifica (1985) | Posizione massima |
| ----------------- | ----------------- |
| Australia         | 6                 |
| Austria           | 20                |
| Canada            | 6                 |
| Francia           | 7                 |
| Germania          | 6                 |
| Italia            | 5                 |
| Norvegia          | 2                 |
| Nuova Zelanda     | 3                 |
| Paesi Bassi       | 1                 |
| Regno Unito       | 1                 |
| Stati Uniti       | 19                |
| Svezia            | 1                 |
| Svizzera          | 4                 |

### Classifiche di fine anno
| Classifica (1985) | Posizione |
| ----------------- | --------- |
| Australia         | 27        |
| Canada            | 18        |
| Francia           | 20        |
| Germania          | 54        |
| Italia            | 28        |
| Nuova Zelanda     | 18        |
| Paesi Bassi       | 27        |
| Regno Unito       | 10        |
| Stati Uniti       | 66        |